# يوجينة أليفة الأحجار
أوجينيا أليفة الأحجار (الاسم العلمي:Eugenia petrophila) هي نوع من النباتات تتبع جنس الأوجينيا من فصيلة الآسية.